# بلعد
بلعد (بالصومالية: Degmada Balcad)‏ هي إحدى بلدات محافظة شبيلي الوسطى في الصومال، وتقع على بعد حوالي 36 كيلومترًا شمال شرق العاصمة الصومالية مقديشو .

## أحداث
في ديسمبر 2021 تعرضت بلدة بلعد لهجوم من قبل مقاتلي حركة الشباب، ما أسفر عن مقتل نحو ثمانية اشخاص.
في 9 يونيو 2022 أعلنت حركة الشباب مسؤوليتها عن انفجار لغم أرضي استهدف لواء دنب التابعة للقوات المسلحة الصومالية في وقت مبكر من صباح ذلك اليوم على مشارف البلدة، وزعمت أنه أدى إلى مقتل ما لا يقل عن 15 جنديًا وتدمير عربة واحدة. 

## أنظر أيضا
- الحرب الأهلية الصومالية (2009 إلى الآن)